# Вексилолошка терминологија
Вексилолошка терминологија је начин класификовања и означавања застава у вексилологији по деловима, облику и симболима.

## Типови застава
- Бандерола - мала застава ношена од стране витезова
- Банер - може значити било која застава, у вексилологији означава заставу правоугаоног облика направљену по грбу
- Цивилни заступник - застава која се качи на бродове са циљем да означи националност путника
- Цивилна застава - застава која означава народну припадност
- Уљудна застава - застава за бродове који посећују стране земље, користи се као симбол поштовања
- Заступница - застава брода или војне јединице
- Фањон - мала застава коришћена у француској војсци
- Гонфалон - хералдска застава намењена да виси са пречке
- Барјак - може значити било која застава, у вексилологији мања застава која се користи у војсци, специфично у биткама
- Маринарка - застава специфичног облика таква да изгледа већа него што је кад се окачи
- Молитвена застава - застава која се углавном користи у Тибету, Непалу и осталим пределима Хималаја; верује се да она благословљава земљу
- Сигнална застава - застава којом се шаљу сигнали
- Стандард - хералдска застава којом се углавном симболизовала властела, династија или организација
- Вексилоид - предмет који је сличан застави и користи се у истом маниру, али се по нечему разликује од типичне заставе
- Вексилум - предмет сличан застави који се у Старом Риму користио као ратна застава
- Ветроказ - шупља цилиндрична цев која се користи за одређивање смера ветра

## Технике приказивања застава

### Стрес
Качење заставе наопако. Углавном представља да је онај који качи у опасности.

### Застава на пола копља
Застава подигнута до пола копља.

### Дизање заставе
Качење и подизање заставе на копље.

### Спуштање заставе
Процес спуштања и/или скидања заставе.